# Opération Piave
Pour les articles homonymes, voir Piave (homonymie).
Seconde Guerre mondiale
L'opération Piave (Operazione Piave en italien) est une opération ordonnée par le haut commandement allemand en Italie en septembre 1944, en vue d'éliminer les formations de partisans actives sur le monte Grappa. Au cours de cette opération, le 26 septembre 1944, 31 personnes sont pendues dans la rue principale de Bassano del Grappa. 

## Formations
À partir du début du mois de septembre, une armée composée d'environ 10 000 hommes est mise sur pied, sous les ordres du colonel Zimmermann. Elle est réunie à la villa Caprera, située à Castello di Godego. Les troupes encerclent le Monte Grappa.

## Partisans
Plusieurs groupes de partisans s'étaient barricadés sur le massif du Grappa :
- Les Brigades Giacomo Matteotti est composée d'environ cinq cents hommes, peut-être les plus organisés et armés, et dirigée par le capitaine Angelo Pasini. La brigade contrôle la partie centrale du monte Grappa.
- La Brigade « Italia Libera Archeson » est sous le commandement du major Edoardo Pierotti , qui avait combattu pendant la Première Guerre mondiale dans l'Argonne. Elle est située le long de la vallée de la Piave et sur le monte Monfenera, jusqu'au monte Tomba et Archeson, et composée d'environ 250 hommes. Cette brigade est chargée de rester en contact avec les Groupes d'action patriotique (GAP) présents dans les plaines et dans les collines d'Asolo.
- La Brigade Gramsci est composée du bataillon Garibaldi Monte Grappa et du bataillon A. Garibaldi, pour un total d'environ 150 hommes. Cette brigade contrôle les lignes de communication entre Pove del Grappa-Solagna, San Nazario-Cismon.

Cette « armée » d'environ 1 200 hommes est équipée de peu de matériel, comprenant des mitrailleuses Bren, des pistolet mitrailleur Sten, des fusils et des grenades à main. La nourriture vient pour la plupart des maisons de leurs soutiens vivant dans les différents villages de la vallée. Elle devait être transportée à travers les collines.

## Mort par pendaison[3]
- Mario Alpirandi, Mestre
- Emilio Beghetto, Tombolo
- Armando Benacchio, Pove
- Giuliano Bertapelle, Borso
- Giuseppe Bizzotto, Rossano
- Gastone Bragagnolo, Cassola
- Ferdinando Brian, Pove
- Pietro Bosa, Pove
- Bortolo Busnardo, Mussolente
- Francesco Caron, Pove
- Francesco Cervellin, Borso
- Giovanni Cervellin, Borso
- Pietro Citton, Borso
- Giovanni Cocco, Cassola
- Leonida De Rossi, Crespano
- Attilio Gaspare Donazzan, Pove
- Angelo Ferraro, Pove
- Carlo Fila (Mirandola).
- Giuseppe Giuliani, Chemer.
- Cesare Longo, Pove, 17 ans
- Silvio Martinello, Pove
- Girolamo Moretto, Borso
- Giuseppe Moretto, Romano
- Fiorenzo Puglierin, Pove
- Giovanni Battista Romeo, Pove, 16 ans
- Luigi Giuseppe Stefanin, Cavaso
- Albino Vedovotto, Borso
- Ferruccio Zen, Pove
- Antonio Lucato, Riese Pio X
- Inconnu
- Inconnu